# Raymond Lindeman
Raymond Laurel Lindeman (ur. 24 lipca 1915 koło Redwood Falls, zm. 29 czerwca 1942) – amerykański limnolog, jeden z pionierów badań nad siecią troficzną. 
W 1936 uzyskał stopień B.A. w Park College w Parkville, a następnie podjął naukę w Graduate School University of Minnesota. Od 1936 do 1940 badał ekosystem w Cedar Bog Lake. Wyniki stanowiły materiał do jego pracy doktorskiej z zoologii, obronionej na Uniwersytecie Minnesoty w marcu 1941. W pracy tej zwrócił uwagę na przepływ energii i składników pokarmowych w łańcuchu troficznym, co było rewolucyjnym podejściem do badań ekosystemu.
W kwietniu 1941 otrzymał stypendium (Sterling fellowship), dzięki czemu rozpoczął studia podoktoranckie na Uniwersytecie Yale, gdzie pracował pod kierunkiem G. Evelyn Hutchinsona. Wyniki badań opublikował w sześciu artykułach w piśmie „Ecology”. Początkowo nie chciano ich opublikować, uważając, że zawierają za mało danych i są przez to zbyt teoretyczne, jednak po wyrażeniu opinii przez czołowych ekologów oraz samego Hutchinsona zostały przyjęte do publikacji. Ostatnia część, Trophic Dynamic Aspect of Ecology, została opublikowana w październiku 1942, już po śmierci Lindemana. 
Lindeman zmarł z powodu rzadkiej choroby wątroby, na którą cierpiał od 1937.
W pracach pomagała Raymondowi jego żona Eleanora (z domu Hall), którą poślubił latem 1938.

## Upamiętnienie
Stwierdzenie, że wyższe poziomy troficzne wykorzystują około 10% energii zawartej w tkankach organizmów niższego poziomu nazywane jest Prawem Lindemana.
Od 1987 American Society of Limnology and Oceanography przyznaje nagrodę imienia Lindemana za najlepszą pracę opublikowaną w naukowym piśmie przez młodego (do 35 lat) naukowca.